# Мейсон, Киррон
Киррон Мейсон (англ. Kierron Mason; 14 августа 1998, Марабелла, Тринидад и Тобаго) — тринидадский футболист, полузащитник.

## Карьера
В сезоне 2018 года Мейсон выступал за клуб «Дабл-Ю Коннекшн». 18 августа 2018 года в матче против «Сентрала» забил свой первый гол в Про-лиге.
8 марта 2019 года Мейсон перешёл в клуб Чемпионшипа ЮСЛ «Чарлстон Бэттери». Дебютировал за «Бэттери» 15 мая 2019 года в матче Открытого кубка США против клуба Лиги один ЮСЛ «Гринвилл Трайамф». Пропустил большую часть сезона 2019 из-за травмы. 14 декабря 2020 года Мейсон перезаключил контракт с «Чарлстон Бэттери» на сезон 2021.
В составе сборной Тринидада и Тобаго до 17 лет принимал участие в юношеском чемпионате КОНКАКАФ 2015.
В составе сборной Тринидада и Тобаго до 20 лет принимал участие в молодёжном чемпионате КОНКАКАФ 2017.
В составе сборной Тринидада и Тобаго до 21 года принимал участие в футбольном турнире Игр Центральной Америки и Карибского бассейна 2018.

## Достижения
Командные
 «Дабл-Ю Коннекшн»
- Чемпион Тринидада и Тобаго: 2018